# 戈姆謝利加湖
62°3′11″N 33°58′21″E / 62.05306°N 33.97250°E
戈姆謝利加湖（俄语：Гомсельга），是俄羅斯的湖泊，位於該國西北部，由卡累利阿共和國負責管轄，長7.8公里、寬1.2公里，面積3.7平方公里，海拔高度50米，湖岸線長度24.2公里，平均水深5.5米，最大水深15.5米。